# Papilio canopus
Papilio canopus är en fjärilsart som beskrevs av John Obadiah Westwood 1842. Papilio canopus ingår i släktet Papilio och familjen riddarfjärilar. Inga underarter finns listade i Catalogue of Life.